# Gorodskoi
Gorodskoi - Городской (rus) - és un khútor de la República d'Adiguèsia, a Rússia. Es troba prop de l'embassament de Krasnodar, entre la desembocadura del riu Marta i el Pxix, a 13 km al nord-est de Ponejukai i a 68 km al nord-oest de Maikop, la capital de la república.
Pertany al municipi de Djidjikhabl.